# Rosetta Calavetta
Rosetta Calavetta (Palermo, 27 agosto 1914 – Roma, 3 febbraio 1993) è stata un'attrice e doppiatrice italiana.

## Biografia
Esordì al cinema come attrice appena sedicenne, con un piccolo ruolo in Corte d'Assise di Guido Brignone (1930) primo film italiano di genere poliziesco, a cui seguirono L'armata azzurra di Gennaro Righelli (1932), L'ambasciatore di Baldassarre Negroni (1936), Marionette di Carmine Gallone (1939) e Vento di milioni di Dino Falconi (1940), nel ruolo della cameriera. Molto attiva nella prosa radiofonica dell'EIAR, sia nelle commedie che nei radiodrammi, quasi esclusivamente presso la sede di Radio Roma. Morì a Roma il 3 febbraio 1993 a 78 anni. È sepolta al Cimitero del Verano.

### Il doppiaggio

Rosetta Calavetta negli anni '50

Nel 1936 debuttò come doppiatrice prestando la voce all'adolescente Deanna Durbin; due anni dopo doppiò Biancaneve nel primo doppiaggio italiano del film d'animazione Disney Biancaneve e i sette nani. Curiosamente dal doppiaggio originale statunitense venne scartata proprio la Durbin.
In seguito, divenne nota dando la sua voce a molte delle più grandi star del cinema, come Lana Turner, Marilyn Monroe, Doris Day, Lois Maxwell, Eleanor Parker, Susan Hayward, Dorothy Lamour, Ava Gardner, Veronica Lake, Kim Novak, Jean Arthur, Shirley MacLaine, Angela Lansbury, Janet Leigh, June Allyson, Lucille Ball, Jayne Mansfield, Zsa Zsa Gábor ed Ann Sheridan. 
Per la Disney doppiò anche, cantando, le marionette in Pinocchio (1940), Genoveffa in Cenerentola (1950), Tesoro in Lilli e il vagabondo (nel doppiaggio originale del 1955), la perfida Crudelia De Mon in La carica dei cento e uno (1961) e la signora Banks in Mary Poppins di Robert Stevenson (1964), interpretata da Glynis Johns. Doppiò pure Kanga nei cortometraggi Winny-Puh l'orsetto goloso e Troppo vento per Winny-Puh e la signorina Rottenmeier nella serie animata Heidi (1974).

## Filmografia
- Corte d'Assise, regia di Guido Brignone (1931)
- L'armata azzurra, regia di Gennaro Righelli (1932)
- L'ambasciatore, regia di Baldassarre Negroni (1936)
- Marionette, regia di Carmine Gallone (1939)
- Vento di milioni, regia di Dino Falconi (1940)

## Doppiaggio

### Attrici straniere
- Lana Turner in Grand hotel Astoria, Uno scapolo in paradiso, I tre moschettieri, La signora prende il volo, Ritratto in nero, Il postino suona sempre due volte[2], Le piogge di Ranchipur, Passione ardente, La lunga attesa, L'indossatrice, Incontro a Bataan, La vedova allegra, Amanti latini, Il giudice Timberlane, Gli amanti dei 5 mari, Il bruto e la bella, Come ingannare mio marito, Controspionaggio, Il delfino verde, Dinamite bionda, Dr. Jekyll e Mr. Hyde[2], La fiamma e la carne, Il figliuol prodigo, La fortuna è bionda, Diana la cortigiana, Strani amori
- Doris Day in Chimere, La ninna nanna di Broadway, Il letto racconta..., Tu sei il mio destino[2], Tè per due, Non sparare, baciami!, Non mandarmi fiori!, Merletto di mezzanotte, Attenti alle vedove, Il giuoco del pigiama, Amore, ritorna!, Amore sotto coperta, Il visone sulla pelle, Quel certo non so che, La donna del West, Un pizzico di fortuna, L'amore non può attendere
- Marilyn Monroe in Orchidea bionda, Niagara, La confessione della signora Doyle, Come sposare un milionario, La magnifica preda, Quando la moglie è in vacanza, Fermata d'autobus, Il principe e la ballerina, A qualcuno piace caldo, Facciamo l'amore, Gli spostati
- Eleanor Parker in L'uomo dal braccio d'oro, Un re per quattro regine, La valle dei re, Gli amori di Cristina, Scaramouche, Il prezzo del dovere, Oltre il destino, Un napoletano nel Far West, La donna delle tenebre, A casa dopo l'uragano, L'assedio delle sette frecce, Agente 4K2 chiede aiuto
- Ava Gardner in Il grande peccatore, Voglio essere tua, L'ultima spiaggia, Stella solitaria, Spettacolo di varietà, Il sole sorgerà ancora, Sangue misto, La contessa scalza, I cavalieri della tavola rotonda, Cavalca vaquero!, La capannina, Mogambo, La notte dell'iguana
- Veronica Lake in I dimenticati, Ho sposato una strega, Saigon, Un'ora prima dell'alba, La dalia azzurra, Mi piace quella bionda, Sorelle in armi, Il fuorilegge, La chiave di vetro[2], I cavalieri del cielo, Furia dei tropici, La donna di fuoco
- Kim Novak in Pal Joey, Picnic, L'affittacamere, Un solo grande amore, 5 contro il casinò, Noi due sconosciuti, Nel mezzo della notte, Incantesimo, Una strega in paradiso, Venere in pigiama
- Jan Sterling in L'animale femmina, Johnny Belinda, Il colosso d'argilla, La madre dello sposo, Giungla umana, Pony Express, I bassifondi del porto, L'asso nella manica, Furia e passione, Delitto sulla spiaggia
- Dorothy Lamour in La mia brunetta preferita, Avventura a Zanzibar, Avventura al Marocco, Avventura in Brasile, Il più grande spettacolo del mondo, Rivista di stelle, La strada della felicità, Tifone sulla Malesia, Notti birmane, L'ombra dell'altro, Passione di amazzoni, Astronauti per forza, La principessa di Bali, La danzatrice di Singapore, Il falco del nord, Un pazzo va alla guerra, La traccia del serpente
- Deanna Durbin in Parata di primavera, Quella certa età, Le tre ragazze in gamba crescono, Pazza per la musica, Cento uomini e una ragazza, La telefonista della Casa Bianca, Due pantofole e una ragazza
- Piper Laurie in Non è peccato, Il principe ladro, Il mio amico Kelly, Francis alle corse, Il capitalista, Bolide rosso, Alba di fuoco, La spada di Damasco, L'avventuriero della Luisiana, Il figlio di Alì Babà
- Janet Leigh in Psyco, Va e uccidi, Chi era quella signora?, I vichinghi, Safari, Mia sorella Evelina, Pepe, In licenza a Parigi, Fog, Ciao, ciao Birdie, 3 sul divano
- Susan Hayward in Vento selvaggio, Il temerario, Il grande silenzio, La famiglia Stoddard, La collina della felicità, I conquistatori, Quando l'amore se n'è andato, Masquerade, Ore rubate, La valle delle bambole
- Martha Hyer in La caccia, Desiderio nella polvere, Il grande pescatore, Sabrina, Solo per te ho vissuto, Squadra investigativa, L'uomo che non sapeva amare, I 4 figli di Katie Elder
- Angela Lansbury in Sansone e Dalila, Gli ammutinati dell'Atlantico, L'ultimo agguato, I senza Dio, Il giullare del re, Olympia, Blue Hawaii
- Jean Arthur in Troppi mariti, L'eterna illusione, Un evaso ha bussato alla porta, Mr. Smith va a Washington, La signorina e il cow-boy, Scandalo internazionale
- Carolyn Jones in La fossa dei dannati, Il giorno della vendetta, Imputazione omicidio, La notte dello scapolo, 3 ore per uccidere, Un uomo da vendere
- Ruth Roman in La croce di diamanti, Tre segreti, Perfido invito, Peccato, Cortina di spie, Ballata selvaggia, L'odio colpisce due volte
- Jeanne Crain in L'uomo senza paura, Ragazze alla finestra, Il vestito strappato, Il ventaglio, Gli uomini sposano le brune, Pinky, la negra bianca, Amore sotto i tetti, Dodici lo chiamano papà
- Betty Grable in Aspettami stasera, Donne e diamanti, In montagna sarò tua, Mia moglie preferisce suo marito, Scandalo al collegio
- Shirley MacLaine in La congiura degli innocenti, La mia geisha, Il prezzo del successo, Una notte movimentata, Quelle due, La tua pelle brucia, Artisti e modelle
- Nina Foch in Spartacus, Sombrero, La sete del potere, Io non sono una spia, Un americano a Parigi, Avvocato di me stesso
- Micheline Presle in La favolosa storia di Pelle d'Asino, Una sposa per due, L'amante di 5 giorni, Il barone, Niente di grave, suo marito è incinto, Venere imperiale, L'inchiesta dell'ispettore Morgan
- Teresa Wright in Fuga nel tempo, Il mio corpo ti appartiene, L'idolo delle folle, L'attrice, La signora Miniver
- Ann Blyth in Il grande Caruso, Il sorriso della Gioconda, La storia di Buster Keaton, Gli ultimi giorni di uno scapolo
- June Allyson in Interludio, Uno sconosciuto nella mia vita, L'impareggiabile Godfrey, La storia di Glenn Miller
- Lois Maxwell in Agente 007 - Licenza di uccidere, A 007 - Dalla Russia con amore, Agente 007 - Thunderball (Operazione tuono), Agente 007 - Si vive solo due volte, Agente 007 - Al servizio segreto di Sua Maestà
- Vera Miles in Il sentiero degli amanti, Foglie d'autunno, Il sergente Ryker, I cacciatori del lago d'argento, I ragazzi di Camp Siddons, Tigre in agguato, Il sergente Ryker
- Nancy Gates in I figli dei moschettieri, La casbah di Honolulu, La città atomica, Gangsters in agguato, La valle dei mohicani
- Jayne Mansfield in Baciala per me, La bionda esplosiva, Gangster cerca moglie, Fermata per 12 ore, Panic Button... Operazione fisco!
- Barbara Rush in Destinazione... Terra!, Magnifica ossessione, Il ribelle d'Irlanda, Lo scudo dei Falworth, Hombre, Navi senza ritorno
- Joan Taylor in La Terra contro i dischi volanti, A 30 milioni di km. dalla Terra, L'inafferrabile, Tamburi di guerra, Orizzonte di fuoco
- Deborah Kerr in Patto a tre, Il compromesso, Prudenza e la pillola, Duello a Berlino
- Shelley Winters in Doppia vita, Il grande Gatsby, Violenza, Telefonata a tre mogli
- Corinne Calvet in Contrabbando a Tangeri, Divertiamoci stanotte, Quebec, Terra lontana
- Belinda Lee in Giuseppe venduto dai fratelli, Fantasmi a Roma, Femmine di lusso, I perversi
- Virginia Mayo in L'alba del gran giorno, Congo, L'uomo meraviglia, Venere e il professore
- Ella Raines in Quinto non ammazzare!, Romanzo del West, Forza bruta, La donna fantasma
- Olivia de Havilland in La figlia dell'ambasciatore, Piano... piano, dolce Carlotta, Airport '77
- Dawn Addams in La tunica, La vergine sotto il tetto, Appuntamento fra le nuvole, Un re a New York
- Elaine Stewart in Inferno di ghiaccio, Jack Diamond gangster, Passaggio di notte, Selvaggio west
- Dorothy Malone in Immersione rapida, L'occhio caldo del cielo, Gunpoint: terra che scotta, La donna del traditore, Rebus per un assassinio
- Marie Windsor in La città che non dorme, Le forze del male, Rapina a mano armata
- Barbara Lawrence in Il capitano di Castiglia, I corsari della strada, Infedelmente tua, La diva
- Dianne Foster in L'ultimo urrà, Uomini violenti, Quando la bestia urla, Il kentuckiano
- Paulette Goddard in La donna e lo spettro, Signorine, non guardate i marinai, Squadra omicidi, Tutto esaurito
- Mercedes McCambridge in Improvvisamente, l'estate scorsa, Johnny Guitar, Justine, ovvero le disavventure della virtù
- Laraine Day in La dama e l'avventuriero, Figlio, figlio mio!, Il segreto del medaglione
- Isabel de Pomés in Marcellino pane e vino, Il bandito di Sierra Morena, Un angelo è sceso a Brooklyn
- Martine Carol in La battaglia di Austerlitz, Il re dei falsari, Dieci secondi col diavolo
- Joanne Dru in Il selvaggio e l'innocente, Poliziotto superpiù, Johnny, l'indiano bianco
- Vera-Ellen in Tre piccole parole, Bianco Natale, Un giorno a New York
- Mitzi Gaynor in Un'avventura meravigliosa, Follie dell'anno, Divieto d'amore, Le tre notti di Eva
- Nadia Gray in L'avventuriero della Tortuga, Rocambole, Letto a tre piazze
- Joan Leslie in La grande carovana, Ho baciato una stella, La parata dell'impossibile
- Nancy Olson in Il segreto di Pollyanna, Un professore fra le nuvole, Professore a tuttogas
- Lilli Palmer in L'ultimo treno da Vienna, Il triangolo circolare, Le avventure e gli amori di Moll Flanders
- Karen Steele in L'albero della vendetta, Decisione al tramonto, Marty, vita di un timido
- Audrey Totter in La città che scotta, Senza madre, Tensione
- Zsa Zsa Gábor in Lili, Moulin Rouge, Il diabolico avventuriero
- Gloria Grahame in Nessuno resta solo, Salto mortale, L'età della violenza, La regina di Venere
- Joan Greenwood in Sangue blu, L'importanza di chiamarsi Ernesto, Giallo a Creta, L'isola misteriosa
- Abbe Lane in Totò, Eva e il pennello proibito, Parola di ladro, Giulio Cesare contro i pirati
- Ida Lupino in Il grande coltello, Sogno di prigioniero, L'ultimo buscadero
- Viveca Lindfors in La storia di Ruth, Come eravamo, Il marchio dell'odio, Non siate tristi per me
- Dorothy McGuire in Zanna Gialla, Robinson nell'isola dei corsari, Magia d'estate
- Jeanne Moreau in Jovanka e le altre, Il processo, Il treno
- Lee Remick in Anatomia di un omicidio, La carovana dell'alleluia
- Eva Gabor in Alla larga dal mare, Il mio amore con Samantha
- Joan Fontaine in Gunga Din, Tenera è la notte
- Marge Champion in Annibale e la vestale, La ragazza della domenica
- Glynis Johns in Mary Poppins, Il viaggio indimenticabile, Rob Roy, il bandito di Scozia
- Jean Simmons in Bella ma pericolosa, L'erba del vicino è sempre più verde
- Randy Stuart in Una famiglia sottosopra, Radiazioni BX: distruzione uomo
- Yvonne De Carlo in Gli sparvieri dello stretto, McLintock!
- Anita Ekberg in I mongoli, Come imparai ad amare le donne
- Lee Grant in Appartamento al Plaza, La calda notte dell'ispettore Tibbs
- Katy Jurado in Mezzogiorno di fuoco, Trapezio, Destino sull'asfalto
- Constance Bennett in Bellezze rivali, Il cavaliere della vendetta
- Virginia Christine in I gangsters, Indovina chi viene a cena?
- Paula Prentiss in Ciao Pussycat, Prima vittoria
- Marilyn Maxwell in Il balio asciutto, Il grande campione
- Ann Sothern in Lettera a tre mogli, Gardenia blu
- Hope Lange in Angeli con la pistola, Il giustiziere della notte
- Evelyn Keyes in Martin Eden, La donna senza amore
- Anna Lee in I falchi di Rangoon, A noi piace Flint
- Anne Bancroft in Gorilla in fuga, L'ultima frontiera
- Peggy Dow in Chicago, bolgia infernale, Harvey, Vittoria sulle tenebre
- Rhonda Fleming in Il grande circo, L'aquila e il falco
- Dolores Gray in La donna del destino, Sesso debole?, È sempre bel tempo
- Jane Greer in La preda umana, La città della paura
- Hazel Court in I maghi del terrore, La maschera della morte rossa
- Rita Gam in Gente di notte, Il re dei re
- Michèle Morgan in La dolce pelle di Yvonne, Né onore né gloria
- Joanne Woodward in Conta fino a 3 e prega!, Pelle di serpente
- Betsy Palmer in Ape regina, La lunga linea grigia
- Ann Sheridan in Gli angeli con la faccia sporca, Zona torrida
- May Britt in I giovani leoni, Guerra e pace, I cacciatori
- Gale Storm in Colpo di scena a Cactus Creek, Bill il sanguinario
- Helen Walker in Fra le tue braccia, Chiamate Nord 777
- Cara Williams in Gangster, amore e... una Ferrari, La parete di fango
- Donna Reed in Tutta la verità, Oltre Mombasa, I pirati dei sette mari
- Annie Girardot in Il commissario Maigret
- Edie Adams in Sotto l'albero yum yum
- Kathryn Adams in La ragazza della 5ª strada
- Chelo Alonso in La regina dei tartari
- Anouk Aimée in Sodoma e Gomorra
- Lola Albright in La via del West
- Elizabeth Allan in Margherita Gauthier
- Elizabeth Allen in I tre della Croce del Sud
- Dafne Anderson in Il masnadiero
- Mary Anderson in A ciascuno il suo destino, Gli ammutinati di Sing Sing
- Harriet Andersson in Sorrisi di una notte d'estate
- Gaby André in Tua per la vita
- Junie Astor in Verso la vita
- Felicia Atkins in Il mattatore di Hollywood
- Brigitte Auber in Caccia al ladro
- Maxine Audley in L'uomo che vinse la morte
- Lauren Bacall in Donne, v'insegno come si seduce un uomo
- Annette Bach in Tutta la vita in ventiquattr'ore
- Ina Balin in Jerry 8¾
- Lucille Ball in Appuntamento sotto il letto, Come divenni padre
- Brigitte Bardot in Tradita
- Lynn Bari in Sangue e arena
- Joanna Barnes in Carovana di fuoco
- Patricia Barry in Tre donne per uno scapolo
- Jeannette Batti in La traversata di Parigi
- Anne Baxter in Anime sporche, L'uomo dinamite
- Barbara Bel Geddes in Sangue sulla luna
- Jill Bennett in I seicento di Balaklava
- Joan Bennett in Suspiria
- Nancy Berg in A prova di errore
- Polly Bergen in Il promontorio della paura
- Edna Best in Intermezzo
- Honor Blackman in Agente 007 - Missione Goldfinger, Gli Argonauti
- Estella Blain in La meravigliosa Angelica, I pirati della costa
- Cornell Borchers in Come prima... meglio di prima
- Jocelyn Brando in Il grande caldo, L'alibi sotto la neve
- Patricia Breslin in Gli occhi degli altri
- Hillary Brooke in Sherlock Holmes e la donna in verde
- Phyllis Brooks in I misteri di Shanghai
- Colette Brosset in Si salvi chi può
- Pamela Brown in Becket e il suo re
- Vanessa Brown in L'ereditiera
- Myriam Bru in Il padrone sono me
- Jane Bryan in Il grande amore
- Marilyn Buferd in L'inafferrabile 12, Tototarzan
- Susan Cabot in La legge del mitra
- Capucine in La Pantera Rosa
- Dany Carrel in Racconti d'estate
- Hélène Chanel in La ragazza sotto il lenzuolo
- Carol Channing in Millie
- Viviane Chantel in Delitto in pieno sole
- Linda Christian in Appuntamento a Ischia, La casa dei sette falchi
- Françoise Christophe in Gli invasori
- Mary Clare in La signora scompare
- Lois Collier in La vergine di Tripoli
- Gladys Cooper in Il pirata
- Adrienne Corri in Il dottor Zivago, Bunny Lake è scomparsa
- Linda Cristal in La battaglia di Alamo
- Kathleen Crowley in Carovana verso il West
- Constance Cummings in Amori proibiti
- June Cunningham in Gli orrori del museo nero
- Suzanne Dalbert in Delitto senza peccato
- Leora Dana in Cenere sotto il sole
- Dorothy Dandridge in L'isola nel sole, Carmen Jones
- Lisa Daniels in La scarpetta di vetro
- Danielle Darrieux in La gang dell'Anno Santo
- Josette Day in I parenti terribili
- June Dayton in Tora! Tora! Tora!
- Rosemary DeCamp in C'è sempre un domani
- Gloria DeHaven in L'allegra fattoria, Tre americani a Parigi
- Suzy Delair in L'assassino abita al 21, Atollo K
- Marisa de Leza in Gli amanti di Toledo
- Mylène Demongeot in Le vergini di Salem, Buongiorno tristezza
- Faith Domergue in Il mostro dei mari
- Diana Douglas in Il cacciatore di indiani
- Nyta Dover in La famiglia Passaguai
- Doris Dowling in Giorni perduti
- Dona Drake in Un'altra parte della foresta
- Mildred Dunnock in Inchiesta in prima pagina
- Shirley Eaton in Tre uomini in barca
- Patricia Ellis in Venti anni dopo
- Myrna Fahey in I vivi e i morti
- Frances Farmer in Ambizione[2]
- Jane Farrar in La voce magica
- Betty Field in Il carnevale della vita
- Virginia Field in I Lloyds di Londra
- Kai Fischer in La ragazza della salina
- Geraldine Fitzgerald in La voce nella tempesta, L'uomo del banco dei pegni
- Jane Frazee in Hellzapoppin'
- Valerie French in Vento di terre lontane, La giungla della settima strada
- Yvonne Furneaux in Lui, lei e il nonno, Lisbon
- Peggy Ann Garner in L'amante sconosciuto
- Betty Garrett in Parole e musica
- Greer Garson in Il più felice dei miliardari
- Claude Génia in La follia di Roberta Donge
- Claude Gensac in Calma ragazze, oggi mi sposo, Jo e il gazebo
- Frances Gifford in Crociera di lusso
- Lily Granado in Il vagabondo
- Coleen Gray in La freccia nella polvere
- Vivean Gray in Picnic ad Hanging Rock
- Dorothy Green in Il frutto del peccato
- Virginia Grey in Secondo amore, L'amante del torero
- Kim Hamilton in Strategia di una rapina
- Jean Harlow in Nemico pubblico (ridoppiaggio)
- Mary Hatchers in Rivista di stelle
- Rita Hayworth in Peccatrici folli
- Tippi Hedren in La contessa di Hong Kong
- Marcia Henderson in La baia del tuono, Desiderio di donna
- Sonja Henie in Tra le nevi sarò tua
- Virginia Hewitt in La cara segretaria
- Wendy Hiller in Tavole separate
- Celeste Holm in Eva contro Eva
- Marsha Hunt in Schiavo della furia
- Virginia Huston in Le catene della colpa
- Betty Hutton in Attente ai marinai!
- Isabel Jewell in Le due città
- Rita Johnson in Abbandonata in viaggio di nozze
- Jennifer Jones in Il tesoro dell'Africa
- Brenda Joyce in La grande pioggia
- Monique Just in Pugni pupe e marinai
- Irene Kane in Il bacio dell'assassino
- Marie Kean in La ragazza dagli occhi verdi
- Lila Kedrova in Chiaro di donna
- Kay Kendall in Come sposare una figlia
- Jean Kent in Addio Mr. Harris
- Peggy Knudsen in Buongiorno, Miss Dove
- Barbara Laage in Paris Blues
- Elina Labourdette in L'amante di una notte
- Diane Ladd in Chinatown
- Hanna Landy in Jean Harlow, la donna che non sapeva amare
- Claudie Lange in Il divorzio
- Jacqueline Laurent in Alba tragica
- Sarah Lawson in The Stud - Lo stallone
- Vivien Leigh in Marciapiedi della metropoli, La nave dei folli
- Virginia Leith in Il cervello che non voleva morire
- Gunnel Lindblom in Il silenzio
- Christa Linder in I giorni dell'ira
- Moira Lister in Amarti è la mia dannazione
- Bruni Löbel in La città assediata
- Barbara Loden in Splendore nell'erba
- Carole Lombard in Ritorna l'amore
- Anita Loo in Operazione terrore
- Tina Louise in Il piccolo campo, Notte senza legge
- Diana Lynn in Il nipote picchiatello, Il miracolo del villaggio
- Renate Mannhardt in La paura
- Marion Marshall in Quel fenomeno di mio figlio
- Marion Mathie in Lolita
- Nicole Maurey in Il segreto degli Incas
- Claire Maurier in Angelica alla corte del re
- Juliette Mayniel in Peccati in famiglia
- Katharina Mayrberg in Il dottor Crippen è vivo!
- Marie McDonald in Il ponticello sul fiume dei guai
- Virginia McKenna in Waterloo
- Julia Meade in Dimmi la verità
- Eva Maria Meineke in La morte in diretta
- Dina Merrill in Una fidanzata per papà, Il giardino della violenza
- Dolores Michaels in Il fronte del silenzio
- Gloria Milland in Sette ore di fuoco, Odio per odio
- Colleen Miller in La maschera di porpora
- Sara Montiel in Vera Cruz
- Terry Moore in La carica dei Kyber
- Mary Murphy in La strage del 7º Cavalleggeri
- Patricia Neal in Colazione da Tiffany
- Portia Nelson in Guai con gli angeli
- Ann Newman-Mantee in L'amaro sapore del potere
- Barbara Nichols in Piombo rovente
- Magali Noël in Il giovane leone, Eliana e gli uomini
- Lucille Norman in Femmine bionde, Nevada Express
- Martha O'Driscoll in Il passo del carnefice
- Maureen O'Hara in Il cow-boy col velo da sposa, Rancho Bravo
- Maureen O'Sullivan in Il tempo si è fermato
- Geraldine Page in La terza fossa
- Debra Paget in Il sepolcro indiano
- Janis Paige in Donne inquiete
- Andréa Parisy in Peccatori in blue-jeans
- Irene Papas in Attila
- Shirley Patterson in Il mostro dell'astronave
- Gloria Paul in Due mafiosi contro Goldginger
- Hella Petri in Lettere di una novizia
- Mala Powers in Cirano di Bergerac
- Jacqueline Prévot in L'amore si fa così
- Dorothy Provine in La grande corsa
- Liselotte Pulver in Le avventure di Arsenio Lupin
- Anna Quayle in Citty Citty Bang Bang
- Paula Raymond in Difendete la città
- Barbara Read in Tre ragazze in gamba[3]
- Hélène Rémy in L'amante del vampiro
- Debbie Reynolds in Ragazzi di provincia
- Marjorie Riordan in La signora Skeffington
- Catherine Robbe-Grillet in L'immortale
- Allene Roberts in L'ultima preda
- Tracey Roberts in Il terrore dei Navajos
- Ginger Rogers in Frutto proibito
- Viviane Romance in Rosa di sangue
- Lina Rosales in Per un pugno nell'occhio
- Connie Russell in Giorni di dubbio
- Jane Russell in Johnny Reno
- Ann Rutherford in Sogni proibiti
- Anne Sargent in La città nuda
- Gia Scala in I cannoni di Navarone
- Roswita Schmidt in L'uomo dalla croce, Desiderio
- Ingrid Schoeller in Arrivano i titani
- Sandra Scott in L'incredibile avventura
- Elizabeth Sellars in Il giardino di gesso
- Joan Shawlee in L'appartamento
- Moira Shearer in Scarpette rosse, Storia di tre amori
- Barbara Shelley in Dracula, principe delle tenebre
- Margaret Sheridan in La cosa da un altro mondo
- Ann Shoemaker in Primo amore
- Shawn Smith Mondo senza fine
- Ann Smyrner in Il peccato degli anni verdi
- Jill St. John in Le 5 mogli dello scapolo
- Mila Stanic in 30 Winchester per El Diablo
- Stella Stevens in Il villaggio più pazzo del mondo
- Beatrice Straight in Linea di sangue
- Elaine Stritch in Addio alle armi
- Margaret Sullavan in Bufera mortale
- Sylvia Syms in Il mondo di Suzie Wong
- Miiko Taka in Sayonara
- Phyllis Thaxter in Non voglio perderti
- Ursula Thiess in Bandido
- Ingrid Thulin in Spionaggio internazionale
- Gene Tierney in Inferno nel deserto, Tempesta su Washington
- Nadja Tiller in Il vizio e la notte
- Ann Todd in La casa del terrore
- Constance Towers in Soldati a cavallo
- Linden Travers in Cristoforo Colombo
- Claire Trevor in La belva umana
- Mamie Van Doren in 10 in amore, Le bellissime gambe di Sabrina, La vita segreta di Adamo ed Eva, Operazione droga
- Anne Vernon in Il generale Della Rovere
- Marina Vlady in Penne nere
- Else von Möllendorff in Tre ragazze viennesi
- Veola Vonn in Il mistero della piramide
- Virginia Welles in Sessanta lettere d'amore
- Barbara Werle in Krakatoa, est di Giava
- Helen Westcott in La donna venduta
- Arleen Whelan in Quel meraviglioso desiderio
- Jane Wyman in Okay Parigi!, La città magica
- Jane Wyatt in Bassa marea, Tra moglie e marito
- Dana Wynter in I cinque volti dell'assassino
- Eugenia Zareska in Spie fra le eliche
- Mai Zetterling in Un pizzico di follia
- Marie Wilson in La mia amica Irma, Irma va a Hollywood
- Barbara Eden in La moglie sconosciuta

### Attrici italiane
- Antonella Lualdi in Signorinella, È arrivato l'accordatore, I figli non si vendono, Tre storie proibite, Il romanzo della mia vita, Amore mio
- María Mercader in Brivido, La fanciulla dell'altra riva, Il prigioniero di Santa Cruz, Se io fossi onesto, Buongiorno, Madrid!, Il cavaliere misterioso
- Vera Carmi in Il fidanzato di mia moglie, La fortuna viene dal cielo, Una volta alla settimana, Due cuori fra le belve
- Valentina Cortese in I miserabili[4], Cagliostro, Barabba, Malesia
- Fulvia Franco in Totò al Giro d'Italia, Primo premio: Mariarosa, Tripoli, bel suol d'amore, La moglie è uguale per tutti
- Moira Orfei in Maciste l'uomo più forte del mondo, Il figlio dello sceicco, I due mafiosi, I due sergenti del generale Custer
- Dorian Gray in Totò, Peppino e i fuorilegge, Le sorprese dell'amore, Gli attendenti, Peccati d'estate
- Milly Vitale in La vendetta del corsaro, Noi cannibali, Rasputin, Revak, lo schiavo di Cartagine
- Lauretta Masiero in Psicanalista per signora, Lui, lei e il nonno, Vento di primavera
- Adriana Benetti in Il sole di Montecassino, Torna... a Sorrento, O sole mio
- Lucia Bosè in Cronaca di un amore, È l'amor che mi rovina, Accadde al commissariato
- Maria Frau in Luna rossa, Il lupo della frontiera, Anna perdonami
- Gina Lollobrigida in Follie per l'opera, Achtung! Banditi!, Moglie per una notte, Le infedeli
- Rossana Podestà in I sette nani alla riscossa, Addio, figlio mio!, Elena di Troia, Santiago
- Jone Salinas in Soltanto un bacio, Senza una donna, Totò e Marcellino
- Delia Scala in Anni difficili, Il terrore dell'Oklahoma, Amo un assassino
- Michela Belmonte in Un pilota ritorna
- Mara Berni in Il moralista
- Anna Bianchi in La vita semplice
- Dora Bini in Il pirata sono io!
- Erika Blanc in Spara, Gringo, spara
- Marina Bonfigli in Contro la legge
- Caterina Boratto in Stasera mi butto, Angeli senza paradiso
- Giuliana Calandra in Storia di una monaca di clausura
- Gianna Maria Canale in La Gerusalemme liberata
- Louise Carletti in Terra di fuoco
- Maria Pia Casilio in Aria di Parigi
- Lilia Dale in Il ladro
- Diletta D'Andrea in Ercole sfida Sansone
- Lily Danesi in T'amerò sempre
- Assia de Busny in Finisce sempre così
- Enza Delbi in Carmela
- Bianca Della Corte in La rivincita di Montecristo
- Carla Del Poggio in Signorinette
- Tina De Mola in Nata di marzo
- Irasema Dilian in Fuga a due voci
- Maria Dominiani in Il segreto inviolabile
- Valeria Fabrizi in Caccia al marito, Ferragosto in bikini
- Franca Faldini in Il più comico spettacolo del mondo
- Anna Maria Ferrero in Fanciulle di lusso, Una parigina a Roma
- Maria Fiore in Malafemmena
- Nada Fiorelli in Tombolo, paradiso nero
- Maria Grazia Francia in Addio, Napoli!
- Scilla Gabel in Il mulino delle donne di pietra, Il terrore corre sul fiume
- Dada Gallotti in La bella Antonia, prima monica e poi dimonia
- Irene Genna in La roccia incantata, Verginità
- Tina Gloriani in Gli amori di Ercole
- Cosetta Greco in Sono un sentimentale
- Leila Guarni in Imputato, alzatevi!
- Lilia Landi in Miss Italia
- Kia Legnani in Miliardi, che follia!
- Virna Lisi in La corda d'acciaio
- Loredana in Dente per dente
- Sophia Loren in Pellegrini d'amore
- Beatrice Mancini in Nozze di sangue, Rita da Cascia
- Patrizia Mangano in Anna
- Franca Maresa in Biancaneve e i sette ladri
- Elsa Martinelli in Un amore a Roma
- Clelia Matania in Sempre più difficile
- Miretta Mauri in La danza dei milioni
- Sandra Milo in Totò nella luna
- Dedi Montano in In due si soffre meglio
- Rosalba Neri in Lo sceicco rosso
- Silvana Pampanini in Il terrore dei mari
- Maria Paris in Te sto aspettanno
- Anna Maria Pierangeli in L'ammutinamento
- Giuliana Pinelli in Fiori d'arancio
- Anna Proclemer in Viaggio in Italia
- Giovanna Ralli in Fermi tutti... arrivo io!
- Daniela Rocca in La battaglia di Maratona
- Lyla Rocco in La ladra
- Rossana Rory in Capitan Fuoco
- Luisa Rossi in Amarti è il mio peccato (Suor Celeste), Suor Letizia - Il più grande amore
- Carla Rovere in Roma città aperta
- Rita Rubirosa in Presentimento
- Leonora Ruffo in La vendetta di Ercole
- Yvonne Sanson in Il ragazzo che sorride, Pensando a te
- Loredana Savelli in Sette note in nero
- Rosanna Schiaffino in Teseo contro il minotauro
- Vira Silenti in La nemica, Canzone appassionata
- Linda Sini in Colpo grosso... grossissimo... anzi probabile
- Laura Solari in Il mondo le condanna
- Caterina Valente in Casinò de Paris
- Eleonora Vargas in Il gladiatore di Roma
- Franca Volpini in Addio giovinezza!
- Lia Zoppelli in Tempi duri per i vampiri

### Animazione
- Biancaneve (dialoghi) in Biancaneve e i sette nani (doppiaggio 1938)
- Genoveffa in Cenerentola (doppiaggio 1950)
- Tesoro in Lilli e il vagabondo (doppiaggio 1955)
- Crudelia De Mon in La carica dei cento e uno
- Strega in Heidi diventa principessa
- Signorina Rottenmeier in Heidi
- Signora Laura Driscoll in Remi - Le sue avventure
- Kanga in Winny-Puh l'orsetto goloso, Troppo vento per Winny-Puh
- Marionette in Pinocchio
- Merlina (strega) in Il nano e la strega

## Prosa radiofonica EIAR
- L'amica delle mogli di Pirandello, regia di Aldo Silvani, trasmessa il 27 aprile 1937.
- È passato qualcuno di Enrico Bassano, regia di Aldo Silvani, trasmessa il 17 maggio 1937.
- Il conte zio di Gian Capo, regia di Aldo Silvani, trasmessa il 4 luglio 1937.
- La mamma di Antonio Greppi, regia di Aldo Silvani, trasmessa il 3 ottobre 1937.
- Il mondo della noia di Édouard Pailleron, regia di Aldo Silvani, trasmessa il 18 novembre 1937.
- Don Desiderio disperato per eccesso di buon cuore di Giovanni Giraud, regia di Aldo Silvani, trasmessa il 14 dicembre 1937.
- L'ultimo romanzo di Sabatino Lopez, regia di Aldo Silvani, trasmessa il 20 dicembre 1937.
- Un buon partito ai bagni di mare di Enrico Serretta, regia di Aldo Silvani, trasmessa il 5 maggio 1938.
- Robina in cerca di marito di Jerome K. Jerome, regia di Aldo Silvani, trasmessa il 30 maggio 1938.
- Chiaro di luna in Olanda, commedia di Alessandro De Stefani, regia di Guglielmo Morandi, trasmessa il 2 gennaio 1939